# XXIV Korpus Armijny (III Rzesza)
XXIV Korpus Piechoty (niem. XXIV. Armeekorps) – jeden z niemieckich korpusów, w 1940 przemianowany na XXIV Korpus Zmotoryzowany, uczestniczył w agresji na Polskę i Francję oraz w ataku na Związek Radziecki. 
W 1938 roku XXIV Korpus stacjonował w Kaiserslautern, stanowiąc część armii czasu pokoju jako Dowództwo Pogranicza Saarpfalz. W 1939 roku został przemianowana na XXIV Korpus Zmotoryzowany. Korpus  uczestniczył W 1939  roku w agresji na Polskę, w 1940 roku w agresji na Francję a w 1941 roku w ataku na Związek Radziecki, gdzie walczył do 21 czerwca 1942 roku, kiedy to został przemianowany na XXIV Korpus Pancerny. 

## Dowódcy
- gen. Walter Kuntze (1.10.1938 - 14.02.1940)
- gen. Geyr von Schweppenburg[3] (14.02.1940 - 7.01.1942)
- gen. Willibald von Langermann und Erlencamp (7.01.1942 - do przemianowania na XXIV KPanc.)[4]

## Struktura organizacyjna
Skład w 1940 roku:
- 60 Dywizja Piechoty
- 168 Dywizja Piechoty
- 252 Dywizja Piechoty

Skład w czerwcu 1941 roku:
- 3 Dywizja Pancerna
- 4 Dywizja Pancerna
- 10 Dywizja Piechoty (zmot)
- 1 Dywizja Kawalerii